# Adam Borowicz
Adam Borowicz (ur. 29 października 1980 w Rudzie Śląskiej) – polski kucharz, prezenter programów kulinarnych i osobowość telewizyjna.

## Życiorys
Z wykształcenia jest budowlańcem. Przez pewien okres przybywał w Szkocji, gdzie rozpoczął nagrywanie vloga o tematyce kulinarnej pt. Jestem Borowicz. Po powrocie do Polski zamieszkał w Ustroniu. 
W latach 2017-2019 wraz z Remigiuszem Rączką występował w porannym magazynie TVP pt. Pytanie na śniadanie. Jednocześnie, w okresie od 2018 do 2021 roku był gospodarzem emitowanego na antenie Telewizji Polskiej programu pt. To je Borowicz. Podróże ze smakiem, prezentującego w gwarze ślaskiej kuchnie Szkocji, Walii i Anglii. W 2020 roku zrealizował dla Canal+ Kuchnia cykl pt. Co je Borowicz na Śląsku?. Natomiast w 2021 roku został jurorem emitowanego przez Polsat programu pt. Family Food Fight. Pojedynek na smaki. Wystąpił również w siódmym sezonie programu Ninja Warrior Polska, odpadając na torze eliminacyjnym.
Jest dwukrotnym laureatem nagrody "Osobowość Roku" w kategorii kultura, przyznawanej przez czytelników Dziennika Zachodniego.
W 2019 roku pojawiły się informacje o otwarciu firmowanej przez Borowicza restauracji Kosztpróba na stacji narciarskiej Wisła-Soszów, natomiast w 2020 roku - restauracji OdNova Bistro w Kozubniku.